# 海梅 (马德里公爵)
海梅·德·波旁（Jaime de Borbón，1870年6月27日—1931年10月2日），出生于沃韦。马德里公爵，安茹公爵。西班牙王室成员。卡洛斯主義者承認的西班牙國王海梅三世（Jaime III）及法國正統派承認的法國國王雅克一世（Jacques I）。
由於他終身未婚，故卡洛斯主義與法國正統派轉而支持其叔父聖海梅公爵阿方索·卡洛斯為西班牙及法國國王。